# Джейкоб, Дэниел
Дэниел Джейкоб (англ. Daniel Jacob; род. 20 июля 1980, Сен-Жан-сюр-Ришелье, Квебек) — сербский хоккеист, защитник.

## Карьера
Выступал за команды: Университет Макгилла (CIS), «Сан-Антонио Ремппидж» (АХЛ), ХК «Инсбрук», ХК «Кристианстад», «Войводина» (Новый Сад), «Партизан» (Белград).
В составе национальной сборной Сербии участник чемпионатов мира 2009 (дивизион II) и 2010 (дивизион I).